# Tytus Jaskułowski
Tytus Jaskułowski (* 1976) ist ein polnischer Historiker.

## Leben
Er studierte Politikwissenschaft und Sozialwissenschaften an der Universität Danzig, der Technischen Universität Danzig und der Freien Universität Berlin. Er verteidigte seine Doktorarbeit am ISP PAN und die Habilitation an der Technischen Universität Chemnitz. Er ist Professor am Institut für Politikwissenschaft und Verwaltung der Universität Zielona Góra. Seit 2020 arbeitet er dort. Er ist Leiter der Abteilung für Neuere Geschichte und politisches Denken.
Sein Spezialgebiet ist die deutsche Geschichte mit besonderem Schwerpunkt auf der DDR und ihren Geheimdiensten.

## Schriften (Auswahl)
- Pokojowa rewolucja w Niemieckiej Republice Demokratycznej w latach 1989–1990. Geneza, przebieg, efekty. Wrocław 2007, ISBN 978-83-7432-193-8.
- Zamczysko. Zapiski osobiste. Berlin 2008, ISBN 978-3-940452-54-2.
- Spione wie ihr! Groteskes und Kurioses in der geheimen Welt zwischen DDR und Polen 1970–1989. Eine andere Quellensammlung. Berlin 2018, ISBN 3-942437-36-8.
- Von einer Freundschaft, die es nicht gab. Das Ministerium für Staatssicherheit der DDR und das polnische Innenministerium 1974–1990. Göttingen 2021, ISBN 3-525-36761-9.